# ديكلان مورغان
ديكلان مورغان (بالإنجليزية: Declan Morgan)‏ هو قاضي بريطاني، ولد في 1952 في ديري في المملكة المتحدة.